# 1942 în literatură
Anul 1942 în literatură a implicat o serie de evenimente și cărți noi semnificative. 

## Decese
- 6 ianuarie: Aleksandr Beleaev, scriitor rus (n. 1884)
- 2 februarie: Daniil Harms, autor rus, considerat precursorul absurdului (n. 1905 s.v.)
- 15 februarie: Vasile Demetrius, prozator, poet și traducător român (n.1 octombrie 1878)
- 22 februarie: Stefan Zweig, scriitor austriac (n. 1881)
- 17 martie: Josef Svatopluk Machar, scriitor ceh (n. 1864)
- 21 martie: Olha Kobîleanska, scriitoare ucraineană (n. 1863)
- 28 martie: Miguel Hernández, poet și dramaturg spaniol (n. 1910)
- 4 aprilie: Gheorghe Adamescu, istoric literar român, membru al Academiei Române (n. 1869)
- 12 aprilie: Marco Brociner, publicist și scriitor evreu de limbă germană și română (n. 1852)
- 15 aprilie: Robert Musil, scriitor austriac (n. 1880)
- 24 aprilie: Lucy Maud Montgomery, scriitoare canadiană (n. 1874)
- 28 iunie: Yanka Kupala, scriitor bielorus (n. 1882)
- 2 iulie: Evgheni Petrovici Kataev, prozator rus (n. 1903)
- 4 iulie: Valeriu Marcu, scriitor, istoric și eseist evreu de origine bucovineană (n. 1899)
- 12 iulie: Petre Ștefănucă, folclorist, pedagog și sociolog moldovan
- 26 iulie: Roberto Arlt, prozator și dramaturg argentinean (n. 1900)
- 22 octombrie: Octavian C. Tăslăuanu, scriitor și politician (n. 1876)
- 19 noiembrie: Bruno Schulz, scriitor și pictor polonez de origine evreu (n. 1892)
- 23 decembrie: Konstantin Balmont, poet rus (n. 1867)
- decembrie: Emil Gulian, poet și traducător (n. 1907)
- Ion Ciocîrlan (n. 1874)
- Horea Teculescu, folclorist (n. 1897)
- Laurențiu Bran, traducător al lui Eminescu în limba maghiară (n. 1865)
- Henri Stahl, stenograf și scriitor (n. 1877)
- Alexandru Cristea, preot și compozitor (n. 1890)
- Ernest Abason, matematician și inginer constructor (n. 1897)

## Premii
- Premiul Nobel pentru Literatură: